# یواس‌سی‌جی‌سی سنکا (دبلیوام‌ئی‌سی-۹۰۶)
یواس‌سی‌جی‌سی سنکا (دبلیوام‌ئی‌سی-۹۰۶) (به انگلیسی: USCGC Seneca (WMEC-906)) یک کشتی بود که طول آن ۲۷۰ فوت (۸۲ متر) بود. این کشتی در سال ۱۹۸۴ ساخته شد.